# 小冰期

两千年来温度变化

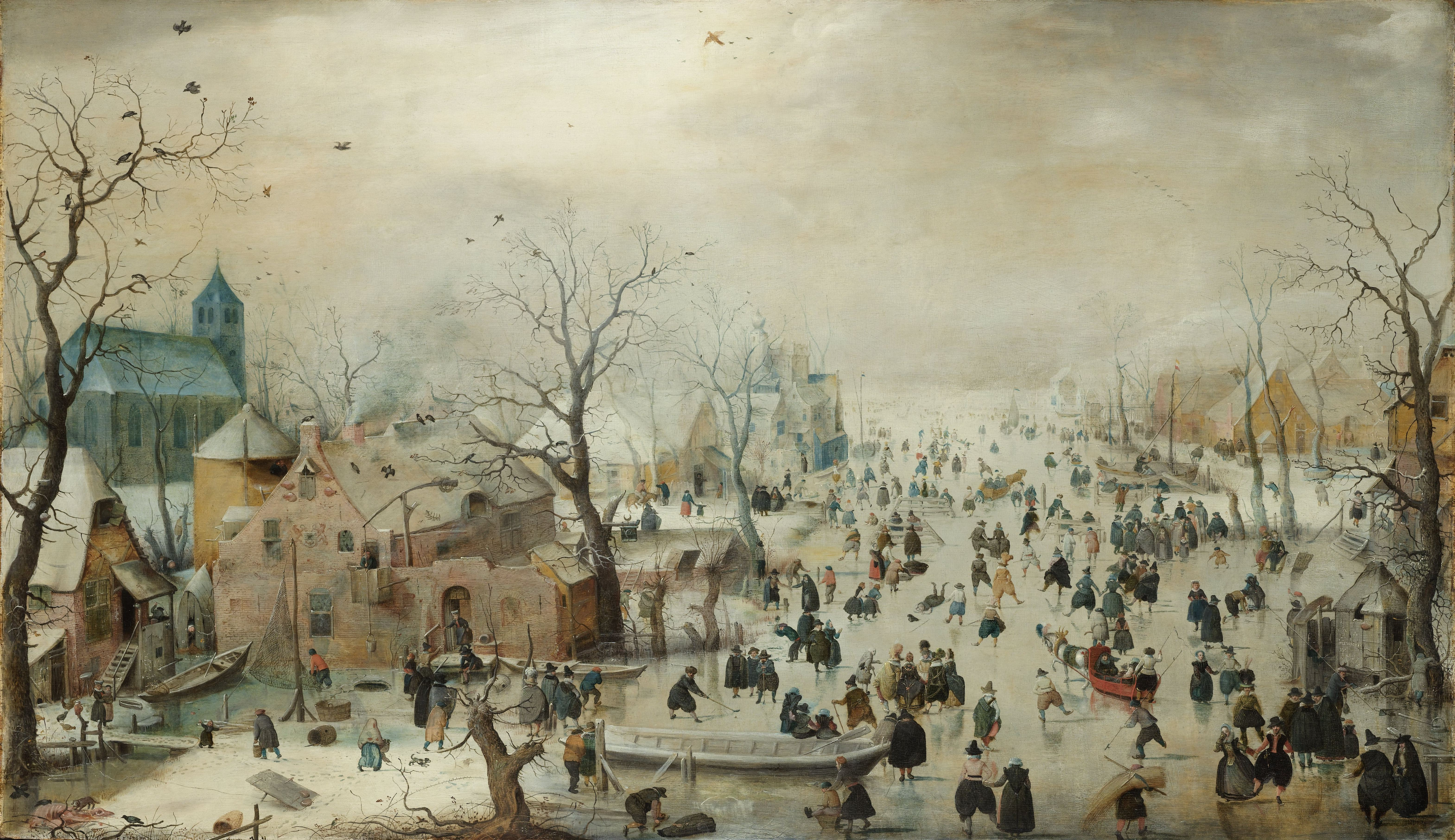
冬天的風景（荷蘭）。Hendrick Avercamp繪。約1608年。

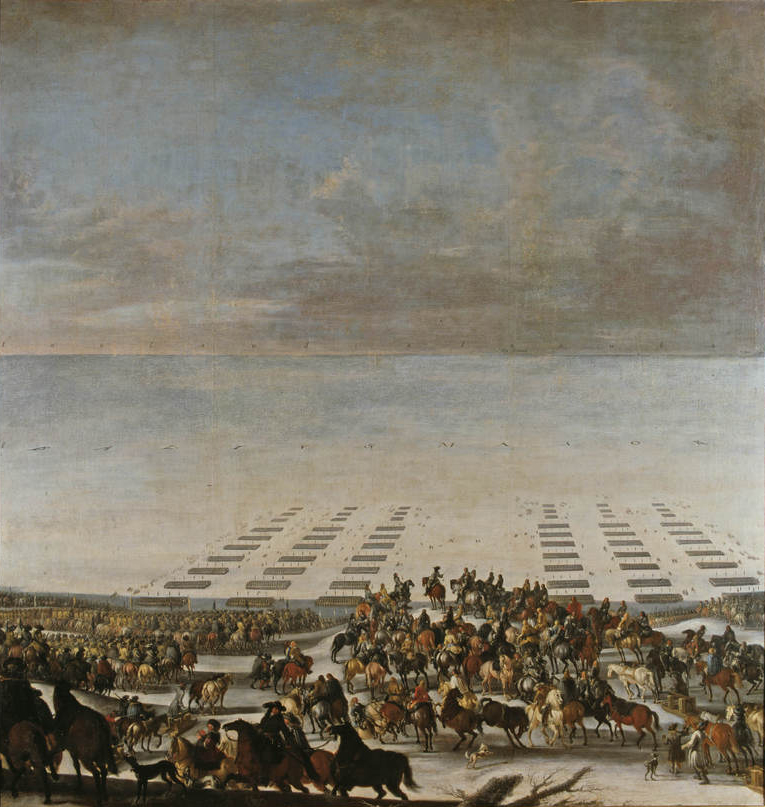
瑞典軍通過結冰的大貝爾特海峽，1658年。

小冰期（英語：Little Ice Age），又稱小冰河時期，是指一段在中世紀溫暖時期之後開始，全球氣溫出現下降的現象，時間約在自1550年至1770年這220年間，结束於19世纪初期。从长期来看，在中世纪温暖期持续了400年后，出现了长达500年的寒冷化时期。
小冰期当中，有4个特别寒冷的时期：
1. 1350年前后：沃夫極小期
2. 1450年——1570年：史波勒極小期
3. 1645年——1715年：蒙德極小期
4. 1770年——1830年：道尔顿極小期

小冰期帶來的影響，除了氣溫下降外，還使得植物生長季節變短，土壤降溫，使糧食作物產量變少，穀物價格上升，造成全球各地频繁出现饥荒與瘟疫。因為死亡率上升，這使全球人口成長率在這段時間減緩。小冰期时期也是暴乱、抢掠及死亡的高发期，當時還在農業社會的人類，很多文明的歷史古籍都同步記載了這段混亂的時期。

## 歷史
這個名稱由法朗索瓦-艾米爾·馬泰（François-Emile Matthes）於1939年所創立。當時馬泰用這個名詞來描述一個在美國加州一條以原來的氣候學說不能解釋其存在的冰河。

## 成因
科学家们初步确定了小冰期可能的几个原因：轨道周期变化、太阳活动减少、火山活动增加、海洋洋流变化、人口波动。

### 轨道周期
小冰期与天体引力变化有关。
地球绕太阳运行轨道的周期性变化在过去2000年间导致了北半球长期的冷却趋势，这一趋势持续贯穿了中世纪和小冰期，这段时间北极地区的冷却速率大约为每世纪0.02°C。这一趋势如果继续延伸下去可能会导致一次完整的冰河时期，但在20世纪这一趋势突然逆转，由于温室气体的排放全球温度开始上升。

### 太阳活动
太阳活动包括太阳表面和太阳大气（日冕）的变化，如黑子和太阳耀斑。科学家可以通过分析碳-14或铍-10同位素来追踪过去的太阳活动，这些同位素由撞击大气的宇宙射线产生，并沉积在树轮和冰盖中。在1400-1550年（史波勒极小期）和1645-1715年（蒙德极小期）间记录到的太阳活动水平非常低，这两个时期都在小冰期内，或至少与大多数定义的小冰期重叠，被认为是小冰期的成因之一。然而，从同位素推断在史波勒极小期和蒙德极小期之间的太阳活动与1940年一样高，尽管这一时期也在小冰期内。因此，太阳活动与小冰期之间的关系远非简单的一一对应。

### 火山活动
2012年的一项研究发现，它很可能是四次火山喷发和海冰增加导致阳光反射增加的组合效应诱发的——即所谓的反射效应。科罗拉多大学波尔德分校教授Gifford Miller领导了这项研究，他们根据收集的加拿大巴芬岛冰盖下的死植物样本发现，当时发生了多次大型火山喷发，火山喷发效应引起海冰面积增加，而海冰反射率增加又长时间维持了冷却效应。海冰增加在十五世纪中期到底顶峰，在小冰河期结束前一直维持相同水平。研究人员认为，太阳过于平静只起到辅助影响。报告发表在《地球物理研究快报》上。

### 洋流变化
在21世纪初，人们提出热盐循环放缓作为解释小冰期的一个原因，具体是通过北大西洋环流的减弱来实现的。

### 人口减少
斯坦福大学地球化学家Richard Nevle认为，在16-17世纪欧洲人征服美洲的过程中，帶去的疾病導致了大部分的当地土著居民死亡，留下了大量无人耕种的土地。茁壮成长的树木从空气中吸收了数十亿吨的二氧化碳，削弱大气层的吸热能力，進而使气候冷却，是小冰河期形成的一个因素。
同一时期的欧洲黑死病和蒙古人入侵也造成大量人口死亡，耕地变成吸收二氧化碳的森林，也是全球变冷的因素之一。

## 影響

### 中國
竺可楨寫的中國氣象史的資料中，將中國歷史上的小冰期分為四次。商朝末年到西周初年是第一次小冰河期，東漢末年、三國、西晉是第二次小冰河期，唐朝末年、五代、北宋初年是第三次小冰河期，而第四次小冰河期則被稱為「明朝小冰河時期」。
小冰期中四個特別寒冷的時間：
- 1350年前后（沃夫極小期）：元順帝至正八年，明朝建立（1368年）前18年。
- 1450年—1570年（史波勒極小期）：明代宗景泰元年（土木堡之變）－明穆宗隆慶四年。
- 1645年—1715年（蒙德極小期）：清世祖順治二年－清聖祖康熙五十四年。
- 1770年—1830年（道尔顿極小期）：清高宗乾隆年三十五年－清宣宗道光十年。

明朝末期，中國出現了極冷的氣候，年平均氣溫較其他時期，酷寒使降雨區域南移，明朝出現全國性的大旱災。夏天大旱與大澇相繼出現，冬天非常寒冷，使糧食大幅度減產，引發社會動蕩，人口銳減。旱災變得越來越頻繁，同時鼠疫也開始蔓延，波及數省的大鼠疫在山西爆發。珠江三角洲等地頻繁遭遇降雪，並出現牲畜凍死的現象。
清朝順治、康熙年間，江西橘子常常被凍壞。談遷《北游錄》提到1653年（順治十年）11月7日，他到達天津，11月18日運河封凍。1654（順治十一年），吳江運河冰厚三尺多，而且從吳江一直凍到嘉興，要靠壯士鑿冰。談遷在北京住了三年，1656年（順治十三年）3月7日，運河開凍，他坐船南返。
《明史·五行志》、《清史稿·災異志》，明末清初《閱世編》、《庸閒齋筆記》等都提到了這種氣候。國外有學者認為小冰河時期是明朝滅亡的主要原因。

### 日本
參看江戶四大饑荒條目。
- 寬永大飢荒：1642年－1644年（寛永19年－寛永20年，時任將軍德川家光）
- 享保大飢荒：1732年（享保17年，時任將軍德川吉宗）
- 天明大飢荒：1782年－1787年（天明2年－天明7年，時任將軍德川家治）
- 天保大飢荒：1833 年－1839年（天保4年－天保10年，時任將軍德川家齊、德川家慶）

### 歐洲
在歐洲，約1570年至1580年間，糧食危機、迫害猶太人及獵巫運動等特別興盛。

## 其它
有专家指出2012年发生的北半球严寒气候，可能表示地球即将出现另一个小冰期，这个小冰期或将持续20到30年，唯此說法並沒成為科學界主流。